# Christopher Hooley
Christopher Hooley FRS FLSW (Ngày 7 Tháng 8 Năm 1928 – Ngày 13 Tháng 12 Năm 2018) là nhà toán học Anh, từng là giáo sư dạy toán tại đại học Cardiff.
Ông hoàn thành bằng tiến sĩ của mình dưới sự giám sát của Albert Ingham.  Ông đoạt giải Adams của đại học Cambridge vào năm 1973.  Ông được bầu làm Thành viên Hội Hoàng gia trong 1983. Ông cũng là một trong những người thành lập cộng đồng khoa học xứ Wales.
Ông chứng minh rằng nguyên lý Hasse áp dụng được đối với các dạng lập phương không kỳ dị với ít nhất 9 biến.